# Gmina Czerniejewo
Gmina Czerniejewo je polská městski-vesnická gmina v okrese Hnězdno ve Velkopolském vojvodství. Sídlem gminy je město Czerniejewo. V roce 2017 zde žilo 7 310 obyvatel.
Gmina má rozlohu 112,01 km² a zabírá 8,93 % rozlohy okresu.

## Částí gminy
StarostenstvíCzeluścin, Gębarzewo, Goraniec, Goranin, Graby, Kąpiel, Kosmowo, Kosowo, Nidom, Pakszyn, Pakszynek, Pawłowo, Rakowo, Szczytniki Czerniejewskie, Żydowo
Sídla bez statusu starostenstvíBure, Daniele, Gębarzewko, Głożyna, Golimowo, Goranin, Karw, Linery, Nowy Las, Rakowo, Starzenina

## Sousední gminy
| Růžice kompasu | Łubowo      | Hnězdno           | Hnězdno    | Růžice kompasu |
| Růžice kompasu | Pobiedziska | Sever             | Niechanowo | Růžice kompasu |
| Růžice kompasu | Pobiedziska | Gmina Czerniejewo | Niechanowo | Růžice kompasu |
| Růžice kompasu | Pobiedziska | Jih               | Niechanowo | Růžice kompasu |
| Růžice kompasu | Nekla       | Września          |            | Růžice kompasu |